# Кецалпетлатл корона
Кецалпетлатл корона је велика корона на површини планете Венере. Налази се на координатама 68,0° јужно и 3,0° западно (планетоцентрични координатни систем +Е 0-360). Са пречником од 781 км међу највећим је коронама на овој планети (четврта по величини). Налази се на континенту Лада тера.
Корона је име добила по астечкој богињи плодности Кецалпетлатл, а име короне утврдила је Међународна астрономска унија 1991. године.